# 204
| [ Edytuj tabelę ] |                            |
| Cesarz Chin       | - 189 Han Xiandi 220       |
| Władca Korei      | - 197 Sansang 227          |
| Papież            | - 199 Zefiryn 217          |
| Król Partów       | - 191 Wologazes V 208      |
| Cesarz Rzymu      | - 193 Septymiusz Sewer 211 |

Rok 204 / CCIV
stulecia: II wiek ~
III wiek ~
IV wiek

lata: 194 «
199 «
200 «
201 «
202 «
203 «
204
» 205
» 206
» 207
» 208
» 209
» 214

## Wydarzenia
- Król Edessy Abgar IX nawrócił się na chrześcijaństwo.

## Urodzili się
- Filip I Arab, cesarz rzymski
- Heliogabal, cesarz rzymski

## Zmarli
- Gongsun Du, chiński wódz